# 右翼テロ
右翼テロ（英: Right-wing terrorism）とは、右翼イデオロギーを動機として引き起こされるテロリズムのこと。人種主義（人種差別主義）、外国人嫌悪、ネオ・ファシズム、ネオナチ、反共主義によるテロリズムを含めて指すこともある。

## 特徴
右翼テロは銃器を使う傾向が強かったが、近年では爆弾も使うようになっている。また、「右翼テロは他国のテロリストとの連携はほぼないだろう」などと日本人はつい考えがちだが、白人右翼のテロは国境を越えて連携をとっている。2011年のノルウェーの極右連続テロ事件の犯人アンネシュ・ベーリング・ブレイビクはノルウェーの極右であるが、イギリスの極右と連絡をとりあって爆弾の製造法の情報を入手しその結果、車爆弾が作れるようになった。つまり近年の白人右翼は国境を越えて連携し白人以外の人種への攻撃を強めている。国境を越えて極右どうしが連絡をとりテロ活動のノウハウも伝染し広がっているという意味で、白人右翼テロというのは国際テロの性質も帯びるようになってきている。

## 日本
1920年代（大正末期～昭和初期）の日本では長引く不況、政治への不信感、貧富の差と社会不安の拡大といった要素が重なったことで、財閥関係者や経済閣僚に対して右翼テロが行われた。
1960年は憲法改正論議が高まったことから、（右翼により）政治ストが行われたり国会議事堂をデモ隊が取り囲むといったことが行われ、「右翼テロの時代」「過激な時代」と言われた。1960年10月12日、東京の日比谷公会堂において、17歳の右翼少年・山口二矢が演説中の浅沼稲次郎日本社会党委員長を刺殺するという事件を引き起こした（浅沼稲次郎暗殺事件）。この事件は戦後日本の右翼による残忍なテロ事件として言及される。
1976年（昭和51年）3月23日には、29歳の右翼の男が、同じく右翼の児玉誉士夫の実態を知って憎み「天誅を下すべきだ」と考えて私邸に小型航空機で突入するというテロ事件を起こした（児玉誉士夫邸セスナ機特攻事件）。
1990年1月18日、本島等長崎市長が長崎市役所の玄関前で右翼団体正氣塾幹部の若島和美に背後1メートルの至近距離から銃撃された（長崎市長銃撃事件）。さかのぼる1988年12月7日、本島市長が昭和天皇に戦争責任があることを認める旨を市議会で発言していたが、銃撃事件の犯行の動機はその昭和天皇の戦争責任発言に対する報復である。銃撃された本島市長は当時67歳だったが、銃弾が急所を外れたために一命を取り留めて、1995年まで市長を務め上げた。犯人の若島は殺人未遂罪等で起訴され、福岡高等裁判所の判決により懲役12年が確定した。
1992年3月20日には右翼団体構成員が自民党副総裁の金丸信を演説の会場で拳銃で襲うという銃撃事件を起こした。
2002年10月25日には、山口組系右翼団体の構成員が、政治腐敗の追及を行っていた民主党の石井紘基議員を刺殺するという事件を引き起こした（石井紘基議員暗殺事件）。
2018年2月23日には、右翼活動家らが朝鮮総連本部の正門に向けて拳銃で弾丸5発を発砲する事件を起こした。
右翼による一般企業に対するテロ
元警視総監の池田克彦は自身の講演において、日本においては一般企業へのテロは右翼の可能性が一番高く、企業からどうやって金を取るか考えていると述べている。右翼が金銭目当てで企業を襲うテロ事件を引き起こしていると指摘されているのである。

## アメリカ
アメリカにおける右翼テロというのは、より具体的に言うと、白人右翼によるテロである。
アメリカの白人右翼によるテロは南北戦争の時代（1861年-1865年）にまでさかのぼる。
エイブラハム・リンカーン大統領は、1865年に黒人奴隷の解放に反対する人種差別主義者によって暗殺されてしまった。
2000年代のアメリカにおける右翼テロの状況を説明すると、
アメリカの調査機関インベスティゲイティヴ・ファンドは2008年から2016年までのデータを分析して、アメリカではイスラーム過激派によるものより白人右翼によるテロの方が頻繁に発生し、より多くの犠牲者を出していると2017年6月に報告した。
なぜそう言えるかについて同調査機関は次のデータを提示した。
- イスラーム過激派による事件は63件で、そのうち76パーセントは未然に防止された[6]。
- それに対して白人右翼による事件は115件、そのうち未然に防止されたのは35パーセントにすぎない[6]。
- イスラーム過激派による事件のうち死者を出した事件は約13パーセントで、総死者数は90人[6]。（ただしこの数字の大部分はこの期間にたまたま発生したひとつの銃乱射事件による[6]）
- それに対して、白人右翼による事件は、その約三分の一という高頻度で死者が出ており、死者総数は79人[6]。

白人右翼によるテロ事件の件数のほうが2倍ほど多いのである。また白人右翼テロ事件のほうが銃器の使用頻度が高いという事実があり、その結果頻繁に死者を出している。おまけに、警察が監視を怠る傾向があり、野放し状態になってしまっている。
2021年1月には、白人右翼たちがアメリカ合衆国議会議事堂襲撃事件という大事件、アメリカの議会制民主主義の根幹、中枢部を大人数で襲撃するという大事件を引き起こした。

## ノルウェー
ノルウェーで2011年7月22日、白人の極右の男が首都オスロ政府庁舎群で自動車爆弾による爆破事件を起こし庁舎群を破壊、続いてウトヤ島で銃乱射事件を起こし、両事件で合わせて77人もの人々を殺害した（ノルウェー連続テロ事件）。犯人のアンネシュ・ベーリング・ブレイビクは、いかにも極右にありがちな感情の持ち主で、異文化や異人種に対して強い偏見と憎悪の感情を持っていて移民を敵視していた。その結果やがて移民に寛大な政治家たちに対してまで憎悪の感情を抱いて、ついにこの犯行に及んだ。この事件はノルウェーに暗い影を落とす事件となった。

## 主なテロ組織
- アルカイダ
- 大日本愛国党
- タリバン
- プラウド・ボーイズ
- KKK
- 国民社会主義地下組織
- 民族義勇団
- S14

## 参考書籍
- 林信吾 (2007), 「戦争」に強くなる本―入門・アジア太平洋戦争, 筑摩書房, ISBN 978-4480424068
- 土方草介 (2009), 結構イイ加減節 世相語から見た戦後日本, 静岡学術出版, ISBN 978-4903859231